# Obersaasheim
Obersaasheim je občina v departmaju Haut-Rhin francoske regije Alzacija.
Leta 1990 je v občini živelo 706 oseb oz. 55 oseb/km².